# Van Arberg

Familiewapen
van Arberg

Van Arberg (Frans:  d'Arberg) is de naam van een adellijk geslacht dat oorspronkelijk uit Aarberg bij Bern in Zwitserland afkomstig was. Een latere familie met dezelfde naam en wellicht tot stand gekomen via een bastaard van de oorspronkelijke familie, burgerde in de Zuidelijke Nederlanden in en bekleedde er hoge, vooral militaire, functies.

## De Zwitserse familie Arberg-Valangin
Het huis Arberg-Valangin was een jongere tak gesproten uit het geslacht van de soevereine graven van Neuchâtel en werd genoemd naar de Zwitserse plaats Aarberg. Ook de Zwitserse plaats Valangin was verbonden met dit geslacht.
De voornaamste genealogische volgorde is als volgt:
- Ulrich d'Aarberg (1226-1276), getrouwd met Agnès de Montfaucon had twee zoons:
  - Guillaume d'Aarberg, oudste zoon, had nageslacht dat in de schulden kwam. In 1367 kocht de stad Bern de stad en heerlijkheid Aarberg.
  - Jean d'Aarberg, werd heer van Valangin. Hij had het moeilijk met zijn leenheer, de heer van Neuchâtel.
    - Jean II d'Arberg (1334-1383) trouwde met Mahaut de Neuchâtel-Blamont.
      - Guillaume d'Arberg(† 1427) trouwde met de Lotharingse Jeanne de Bauffremont.
        - Jean III dArberg († 1497) slaagde erin zich te bevrijden van de feodale band met de Neuchâtels en werd baron van Bauffremont.
          - Guillaume d'Arberg (1443-1483) trouwde met Alix de Chalon en verbond zich aan de hertogen van Bourgondië. Hij bleef kinderloos in het wettige bed. Hij had een bastaardzoon:
            - Claude des Pontins (1473-1524), die trouwde met Perrenette de Bariscourt en drie zonen had: Gaspard, Melchior en Balthazar. Hij zou op zijn beurt ook een bastaardzoon hebben gehad:
              - Claude die aan de oorsprong zou liggen van het Huis Arberg-Valangin in België.

          - Claude d'Arberg-Valangin (1447-1517) trouwde met Guillemette de Vergy († 1543), bij wie hij een enige dochter had, de laatste van de wettige d'Arbergs. Onder zijn talrijke bastaardkinderen bevond zich een 'Claudy'. Ook hij kan de
            - Claude geweest zijn, die aan de basis van de Zuid-Nederlandse d'Arbergs kan liggen.

Dit geslacht moet niet verward worden met de uit Duitsland afkomstige adellijke personen met ongeveer dezelfde naam (Arenberg). Daarnaast moet worden opgemerkt dat de plaatsnaam Valangin, die vaak aan de naam wordt toegevoegd, op vele wijzen gespeld wordt. 
De laatste Arbergs vestigden zich in het hertogdom Bourgondië waar de wettige tak uitstierf in 1517.

## De Zuid-Nederlandse dynamische bastaardtak
Deze familie kan zijn voortgesproten uit de Claude d'Arberg, genaamd de Pontins die een bastaardzoon Claude zou gehad hebben, maar het kan ook een bastaardzoon zijn geweest van de laatste Claude d'Arberg die in 1517 overleed. Zijn weduwe gaf aan de bastaardkinderen een uitstekende opvoeding en een van hen kan de Claude zijn die vanuit Lotharingen naar de Zuidelijke Nederlanden kwam en er zich Claude de Valangin liet noemen. Een derde mogelijkheid is dat het om een ondernemende jonge man ging met grote ambities, die gewoon de naam overnam van een familie die uitgestorven was.
Via huwelijken drongen de avontuurlijke en ambitieuze d'Arbergs de Valangin door in de Zuidelijke Nederlanden. Enerzijds onderscheidden ze zich als legerofficieren, anderzijds slaagden ze in een volgehouden huwelijkspolitiek binnen de aanzienlijke families van hun tijd, hetgeen hen een behoorlijk fortuin en heel wat feodale heerlijkheden opleverde.
De aandachtige genealoog van de familie Arberg, Olivier Clottu, heeft geen zekerheid kunnen verwerven over wie aan de oorsprong ligt van de familie Arberg-Valangin in de Zuidelijke Nederlanden. De genealogische opvolging luidt als volgt:
- Claude Valangin (ca. 1510-1580), 'heer van Mandeure', trouwde met Anne de Dardenay, wat hem een beslissende duw gaf naar een hogere status. Ze kwam uit een rijk geworden Lotharingse familie van glazeniers die in de adelstand was verheven.
  - Claude Valangin dit le Vieux († 1610) trouwde met Françoise de Grammont en was kapitein en kastelein van Châtillon-sous-Maiche.
  - François de Valangin werd in 1607 kolonel in dienst van de hertogen Albrecht en Isabella. Hij trouwde achtereenvolgens met Isabelle de Trazegnies (†1602) en met Adrienne de Brion die hem negen kinderen gaf.
    - Jean-Jacques de Valangin, heer van Heppignies, was kolonel in dienst van Bourgondië en vervolgens van hertog Karel van Lotharingen. Hij verkreeg in 1650 als baron de Vallengin et d'Arberg een bevestiging van de titel graaf van het Heilig Roomse Rijk vanwege Keizer Ferdinand III, waarvan het diploma in het prinsbisdom Luik werd geregistreerd.
    - Claude Nicolas de Valangin (1618-1687), luitenant-kolonel in een Duits regiment deed vergeefse pogingen om de heerlijkheid Valangin te verwerven. Op basis van de, samen met zijn broer, verkregen titel van graaf van het Heilig Roomse Rijk, eigende hij zich dan maar motu proprio rond 1660 de titel toe van graaf d'Arberg de Valangin en van het Heilig Roomse Rijk. In 1638 trouwde hij met de steenrijke Olympe de Gavre, barones van Elsloo, Vrouwe van Ollignies, gravin van Fresin, enz. Hij had met haar vijftien kinderen.
      - Claude-Nicolas d'Arberg, getrouwd met gravin Daun de Sassenheim en vervolgens met gravin Törring
      - Pierre-Ernest d'Arberg, generaal-majoor in dienst van de keizer en gesneuveld in Italië
      - Antoine Udalrik van Arberg, graaf van Fresin, heer van Helmond, (1683-1688), kolonel van een regiment kurassiers, trouwde achtereenvolgens met prinses Cecile van Gonzaga-Mantoua (die de heerlijkheid La Rochette bij de d'Arbergs bracht), met Alexandra de Renesse d'Elderen en met Alexandrine van Horst en Wittenhorst.
      - Albert-Joseph van Arberg, (1655-1726), heer van Elsloo en Helmond, trouwde met Isabelle de Cortenbach, dochter uit het eerste huwelijk van Cecile de Gonzaga-Mantoua met Edmond van Cortenbach. Zij bracht de heerlijkheid Helmond mee. 
        - Charles-Antoine d'Arberg (1702-1768) kamerheer van keizerin Maria-Theresia, was eigenaar van het regiment d'Arberg. Zijn huwelijken met gravin Maria-Madeleine Gallo y Lona en met gravin Philippine van den Berghe de Limminghe, bleven kinderloos.
        - Nicolas-Maximiliaan van Arberg (1691-1767), heer van Elsloo en Helmond, was groot-baljuw van het graafschap Loos en kamerheer van de keurvorst van Keulen. Hij trouwde met een gravin Fugger-Kirchberg (zes kinderen), met Henriette de Han de Martigny (negen kinderen) en met Fernande de Horion (kinderloos).
          - Charles-Alexander van Arberg, (1734-1809), bisschop van Ieper van 1784-1801.
          - Nicolas Antoine van Arberg (1736-1813), heer van Helmond 1767-1781 en heer van Elsloo 1767-1813. Hij trouwde met prinses Françoise de Stolberg-Gedern (1756-1836).
            - Charles-Philippe d'Arberg (1776-1814), officier, kamerheer van keizer Napoleon, prefect van de Bouches-du-Weser. Met zijn maîtresse Marie-Louise Chorn dit Mathis had hij twee zoons:
              - Paul Philippe Alphonse de Saint-Charles (Brussel 1801 - Leuven 1883), majoor bij de artillerie, bleef vrijgezel. Hij werd in 1843 in de erfelijke adel erkend met de titel ridder, overdraagbaar bij eerstgeboorte.
              - ridder Adolphe de Neuchatel (1802-1877), kolonel bij de lansiers, trouwde met barones Marie van Eyll (1814-1900). Hij werd in 1843 erkend in de erfelijke adel, met de titel ridder, overdraagbaar bij eerstgeboorte.
                - ridder Fernand de Neuchatel (1845-1931), kapitein bij de infanterie, trouwde met Caroline Vercauteren (1848-1912).
                  - Jeanne de Neuchatel (1885-1946) trouwde met baron Georges Iweins de Wavrans (1885-1964).
                  - Marthe de Neuchatel (1886-1986), met wie de familienaam Neuchatel volledig is uitgestorven, trouwde met Robert Iweins de Wavrans (1886-1950).

                - Arthur de Neuchatel (1847-1922), luitenant-kolonel, trouwde met Anthonia van Aarem (1845-1912).
                  - Marguerite de Neuchatel (1880-1945) trouwde met Prins Auguste de Béthune-Hesdigneul (1868-1933).
                  - ridder Raoul de Neuchatel (1884-1956), majoor, trouwde met Winifrède Storms (1886-1977) en was de laatste mannelijke naamdrager Neuchatel.

            - Caroline d'Arberg (1779-1852) trouwde met Dominique Klein (1762-1845), generaal, senator, comte de l'Empire.
            - Félicité d'Arberg (1783-1860) trouwde met Georges Mouton (1779-1838), generaal, maarschalk, comte de l'Empire en pair van Frankrijk.